# 록히드 U-2
록히드 U-2(영어: Lockheed U-2)는 미국 공군의 1인승, 단발엔진의 고고도 정찰기이다. 별명은 드래곤 레이디이다. 고도 21 km에서 정찰 비행을 한다.

## 파생형
U-2R의 첫비행은 1967년에 있었다. 이것은 훨씬 대형화된 버전이다. 전술 정찰기 버전인 TR-1A은 1981년에 첫 비행을 했다. 이들의 큰 특징은 각 날개 아래에 커다란 슈퍼포드를 장착할 수 있다는 것이다.
1989년 10월, 마지막 U-2기와 TR-1기가 미공군에 인도되었다.
1992년, 모든 TR-1과 U-2기들이 U-2R로 명명되었다.
TR-1의 2인승 훈련기 버전인 TR-1B는 TU-2R으로 재명명되었다.
F-118-101 엔진으로 향상된 후에, 이전의 U-2R기는 U-2S Senior Year로 명명되었다.
ER-2 (Earth Resources -2)라고 불리는 파생형은 천연자원, 천문관측, 대기관측 등의 민간용도로 NASA가 사용한다.

## 아이언볼
U-2 정찰기, SR-71 정찰기, F-117 폭격기, F-22 전투기에 칠한 레이다 흡수 물질(RAM)을 "아이언볼"이라고 부른다. 미국 공군은 F-22 전투기의 스텔스 성능을 대리석(marble) 수준의 RCS라고 발표했는데, 보통의 대리석은 15 mm 두께이며, 이 경우의 RCS는 대략 -37.45 dBsm (= 0.00018 m2) 수준이다.

## 기지
U-2기는 캘리포니아주 빌 공군기지(Beale AFB)의 제9 정찰비행대에 속해있으면서 미국내와 전 세계에 대한 지원을 한다. U-2 조종사들은 빌 공군기지에서 2인승 훈련기인 U-2ST기를 이용해 훈련받는다.
2005년, 29대의 정찰기와 5대의 2인승기가 있었다. 2대의 민간용 ER-2기는 드라이덴 비행 연구 센터에 있다.

## 최근의 개발
2006년 1월, 도널드 럼즈펠드 미국방장관은 U-2기를 퇴역시킨다고 발표했다. 국방비의 절감을 위해서 종합적인 계획을 발표하였는데, E-4B도 퇴역하며, E-10 MC2A 프로그램을 취소했다. 또한 58대의 B-52기 전체도 퇴역한다고 밝혔다.
U-2기의 임무는 정찰위성과 RQ-4 글로벌 호크 고고도 무인 정찰기에 의해 대체될 것이라고 했다. U-2기는 최대이륙중량 18톤으로 F-16 무게인데 비해, RQ-4 글로벌 호크는 최대이륙중량 10톤으로 절반 정도의 무게인 반면에, 순항거리는 U-2기가 5,000 km인데 비해, 글로벌 호크는 25,000 km이다. 둘 다 고도 20 km에서 정찰비행을 한다. U-2기(5,000 km)와 비슷한 순항거리를 갖는 무인정찰기로는 최대이륙중량 5톤인 MQ-9 리퍼(6,000 km)가 있다. 그러나 리퍼는 고도 10 km에서 정찰비행을 한다.
2009년 12월, 대한민국에서 수개월간 센티넬의 시험비행을 하였다. 2010년 오산공군기지의 주한미군 록히드 U-2 정찰기를 대체할 것이라고 보도되었다. 이와 관련, 빌 스윗맨은 센티넬이 아프가니스탄과 한국에 배치되어 파키스탄과 북한의 탄도 미사일 프로그램을 감시할 것이라고 말했다.

## U-2기 사건

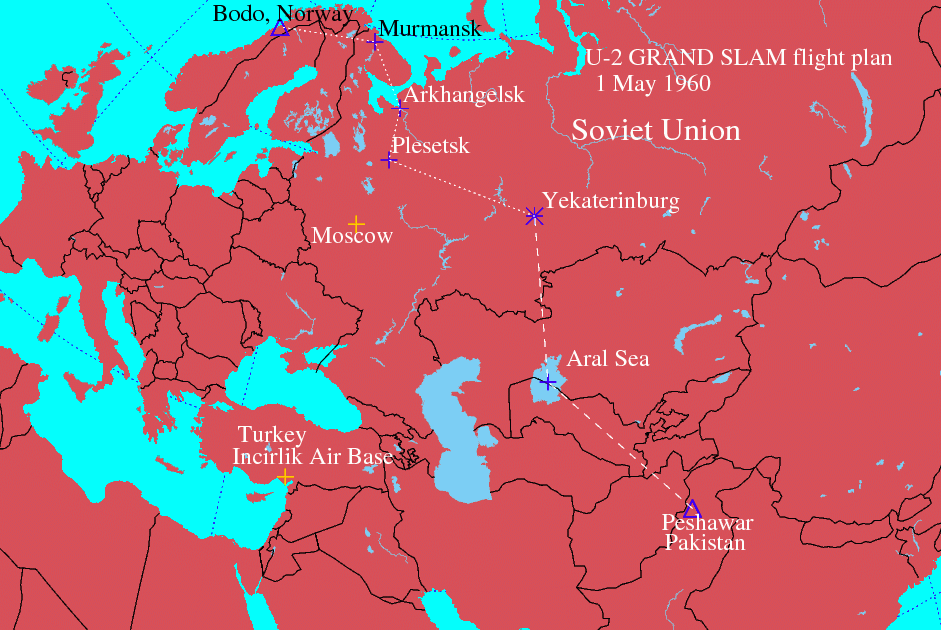
U-2 정찰기의 예정항로

1960년 5월 1일 미국의 U-2 정찰기가 정보수집을 목적으로 최고도를 유지하며 소련 영공을 침범했다가 소련의 방공망에 걸려 우랄산맥 스베르들롭스크(현재의 러시아 예카테린부르크) 상공 약 70,000 피트(21,336 m) 지점에서 소련군의 S-75 미사일에 맞아 격추되었다. 조종사 프랜시스 개리 파워스는 낙하산으로 탈출했으며, 소련군에 생포되었다. 이 사건으로 동서의 긴장관계는 한층 더 심각해졌다

## 대한민국
한국에서는 분단이후 미공군의 U-2 정찰기가 매우 중요한 한국군의 눈의 역할을 하여왔다. 최근에 한국은 U-2의 SAR 해상도와 같다는 30 cm급 SAR를 장착한 금강정찰기 4대를 미국으로부터 수입하여 운용중이다. 그러나, 실제 운용결과 당초 도입당시 보도되었던 U-2기와 같은 수준인 30cm급 SAR 해상도가 아니라, 그보다 277배 낮은 5m급 SAR 해상도를 보인다는 보도가 있었다.
주한미군이 사용하는 U-2기는 ASARS-2 신형 SAR를 장착하고 있다. 탐지거리는 162 km이다. U-2기는 록히드 마틴 제품이지만, 그 핵심 정찰장비인 ASARS-2는 레이시온 제품이다.

## 사용국가
미국
미국 공군
 대만
중화민국 공군의 블랙캣 비행대

## 제원 (U-2R)
- 보유 대수: 현재 운용 중 35기(4기는 2인승 훈련기)

일반 제원
- 승무원: 1명
- 길이: 19.1 m
- 폭: 30.9 m
- 높이: 4.8 m
- 순 기체 중량: 6,800 kg
- 최대 이륙 중량: 18,600 kg
- 엔진: 프랫 & 휘트니 J75-P-13B
- 엔진 종류: 터보젯
- 엔진 개수: 1개

성능
- 최대 속도: 821 km/h
- 항속 거리: 5,633 km
- 최대 상승 고도: 27,430 m

## 같이 보기
- U-2기 사건
- 중화민국의 블랙 캣 비행대대
- 제임스 길버트 베이커 박사
- SR-71
- 전략공군사령부